# Carige lunulineata
Carige lunulineata är en fjärilsart som beskrevs av Moore 1888. Carige lunulineata ingår i släktet Carige och familjen mätare. Inga underarter finns listade i Catalogue of Life.